# Rewrite
Rewrite (яп. リライト Рираито) — японский визуальный роман, разработанный компанией Key под брендом Visual Art's. Роман, не имеющий ограничений по возрасту, был выпущен 24 июня 2011 года для платформы Microsoft Windows. Rewrite является девятой игрой компании Key, к продуктам которой относятся такие игры, как Kanon, Air и Clannad. Сюжет повествует о жизни Котаро Тэннодзи — ученика средней школы, обладающего сверхъестественными способностями. Он вместе с пятью девушками из своей школы исследует паранормальные тайны. В конечном итоге он втягивается в самый разгар конфликта между призывателями демонов и сверхлюдьми, ищущими девушку Кагари, являющуюся ключом и к спасению, и к разрушению Земли.
Игра Rewrite содержит нелинейный сюжет, который поделён на шесть заранее определённых сценариев для каждой из шести героинь. В игру, содержащую элемент квеста, были добавлены мини-игры. С началом продаж игра была отмечена в списке лидеров продаж компьютерных игр в Японии и впоследствии ещё два раза занимала там позицию. 27 июля 2012 года компания Key выпустила фан-диск Rewrite Harvest festa!, дополняющий сюжет оригинальной игры. На основе визуального романа были написаны четыре манга-адаптации, которые издавались в журналах Dengeki G's Magazine, Dengeki Daioh, Dengeki G's Festival! Comic и Manga 4-koma Palette. Также на основе Rewrite были созданы антологии комиксов, артбуки и музыкальные альбомы. 2 июля 2016 года начала транслироваться 13-серийная аниме-адаптация от студии 8-Bit.

## Геймплей
Rewrite — романтический визуальный роман, в котором игрок берёт на себя роль Котаро Тэннодзи. Геймплей не требует от игрока частого взаимодействия, так как основное время в игре занимает чтение появляющегося на экране текста, являющегося повествованием или диалогом. Текст часто сопровождается изображением персонажа, с которым беседует Котаро. По мере прохождения игры на определённых сюжетных моментах игрок будет видеть электронные изображения («CG artwork»). После первого завершения игры игроку становится доступна галерея изображений и фоновой музыки. Сюжет игры нелинеен и содержит несколько возможных концовок. В зависимости от принятых игроком решений во время игры сюжет развивается в определённом направлении и приводит к одному из возможных окончаний.
Всего в игре восемь основных сюжетных линий, три из которых доступны с самого начала, а пять других станут доступны позднее. Время от времени игроку будет даваться возможность выбора из нескольких возможных вариантов. Пока такой выбор не будет сделан, игра ставится на паузу. Некоторые решения могут привести игру к преждевременному окончанию — альтернативному завершению сюжета. Чтобы увидеть сюжет во всей его полноте, игрок должен переиграть игру несколько раз, принимая на ключевых моментах разные решения (тем самым развивая сюжет в ином направлении). При первом прохождении игры доступны сценарии для Котори, Тихаи и Люсии. Для доступа к сценарию Сидзуру игрок должен завершить сценарий Котори. Подобным образом открывается и доступ к сценарию Аканэ — первоначально должен быть пройден сценарий Тихаи. После завершения всех пяти сценариев становится доступным дополнительный сценарий под названием Moon («Луна»). После его завершения становится доступным сценарий Terra («Земля»). Этот сценарий является канонической концовкой сюжета; и Луна, и Земля связаны с главной героиней — Кагари.
Во время прохождения игроку предстоит сыграть в мини-игры, доступные через внутриигровую GPS-систему (названную «Маппи»), которая представлена в виде карты с возможностью взаимодействия. В большинстве случаев игрок может автоматически пропустить режим GPS, но иногда от него требуется пройти мини-игру, чтобы перейти к следующему сюжетному событию. В режиме GPS игрок может встретить друзей Котаро и получить квест для выполнения. Имена друзей, которые повстречались игроку, и завершённые квесты записываются при помощи функции Памяти, служащей подобием энциклопедии. Если игрок завершит сценарий Terra, выполнив все доступные квесты и встретив не менее 100 друзей, то откроется бонусный сценарий под названием Oppai (яп. おっぱい Грудь) — ответвление сценария Аканэ. Oppai является юмористическим сюжетом, не оказывающим влияния на основную историю.
Механизм в левом нижнем углу экрана связан с особой способностью Котаро. При использовании этой способности стрелка циферблата двигается вперёд. Пока игрок не перейдёт к одному из возможных сценариев, промежуточные результаты принятых решений можно опредёлить именно с помощью механизма. В течение почти всей игры текст отражается в диалоговом окне, расположенном в нижней части экрана, однако в сценарии Terra текст накладывается на весь экран.

## Сюжет

### Сеттинг
Основная часть сюжета игры Rewrite проходит в вымышленном японском городе Кадзамацури, примечательном своей богатой растительностью. Протагонист Котаро и его друзья из общества оккультных исследований учатся в старшей школе Кадзамацури, а также проводят время в комнате общественного клуба. За пределами школы расположены и другие места, такие как леса Кадзамацури и дом Котаро. Во время игры Котаро попадёт в альтернативное измерение Кадзамацури, где царит тишина, а небо серое. Множественные входы в это измерение расположены по всему городу. В этом тайном мире, созданном группой Gaia, свободно бродят демоны, а особая экосистема поддерживает здесь жизнь. Находясь на Луне, с цветущего холма становится отчётливо видно разрушенный город на фоне вечной ночи. Этот холм впоследствии появляется и на Земле в лесу Кадзамацури.
Кадзамацури является полем тайной борьбы между двумя группами: Gaia и Guardian. Организация Gaia, находящаяся под покровительством группы Martel, состоит из нигилистов и мизантропов, способных контактировать с демонами, которые пробуждаются благодаря жизненной силе призывателя. Martel когда-то был церковью и состоит из священнослужительниц с врождённой инвалидностью. Группа Guardian посвятила себя уничтожению демонов и практически полностью состоит из людей, обладающих сверхспособностями. Обе группы прибывают в Кадзамацури, чтобы найти демона по имени Кагари, который выглядит как ученица средней школы. Кагари, главная героиня истории, обладает силой, способной разрушить всю жизнь на Земле, хотя она также может инициировать начало повторной эволюции, которая заново начнёт процесс развития разумной жизни. Однако это произойдёт только при использовании энергии Земли, а во время событий Rewrite запас этой энергии истощается. Gaia хочет захватить Кагари, чтобы ускорить уничтожение человечества, а Guardian ищет Кагари, чтобы убить её, тем самым не допустив гибели человеческих жизней.

### Главные персонажи
Игрок выступает в роли Котаро Тэннодзи. Котаро — ученик второго класса средней школы, яркая и общительная личность. Он обладает двумя сверхспособностями: Rewrite и Aurora. Rewrite позволяет ему в любое время восстанавливать и изменять любую часть тела, включая кровь, что делает его сильным и быстрым. Однако каждый раз, когда Котаро использует эту способность, он тратит часть своей жизненной силы и становится всё ближе к превращению в полного демона. Aurora преобразует его энергию в подобие оружия (меча или когтя). Котаро был приглашён в школьное общество оккультных исследований президентом Аканэ Сэнри. Она на год старше Котаро, остальные ученики зовут её «школьная ведьма» из-за её загадочной натуры. Аканэ не проявляет интереса к сверхъестественному, так как, по её словам, не верит в это. Но впоследствии оказывается, что она является опытным призывателем демонов из группы Gaia. Аканэ также приглашает в клуб Тихаю Отори, одноклассницу Котаро. Тихая физически сильна, но неуклюжа. Она живёт вместе со своим дворецким Сакуей, который представляется её братом. Как и Аканэ, Тихая является призывателем демонов из группы Gaia.
Котаро знакомится с тремя другими девушками, также входящими в общество оккультных исследований. Одна из них, Котори Камбэ — подруга детства и одноклассница Котаро, у которой мало друзей. После вступления в клуб она начинает чаще посещать школу. Котори обладает довольно весёлым характером, её домашним животным является невероятно сильная собака. Обладая способностью призывать демонов, Котори не связана ни с Gaia, ни с Guardian — она входит в древнюю секту слуг демонов, которые почитают природу и защищают Кагари. Котаро встречает ученицу первого класса Сидзуру Накацу, робкую девушку, которая обладает обострённым слухом и зрением, а также по движению губ может определить, о чём говорит человек. У неё гетерохромия, и поэтому свой правый глаз золотистого цвета она прячет за повязкой, но очень этого стесняется. Сидзуру является членом Guardian и обладает способностями исцелять себя и других, вызывать у людей амнезию и создавать туман, парализующий демонов (но бессильный против полудемонов). Сидзуру приходит в клуб вместе со своей близкой подругой Люсией Коноханой, старостой класса Котаро. Люсия легко выходит из себя от выходок мальчиков и часто бьёт Котаро, если тот начинает её раздражать. Имеет пристрастие к чистоте и всегда носит перчатки. Как и Сидзуру, она входит в Guardian. В результате проведённого группой эксперимента Люсия стала выделять ядовитые испарения и гной. Она принимает лекарства, чтобы предотвратить это, но побочным эффектом такого приёма стало то, что она создаёт колебания в любом предмете, к которому прикасается. И Люсия, и Сидзуру в дополнение к прочим способностям обладают сверхчеловеческой скоростью, ловкостью и рефлексами.

### История
История игры Rewrite вращается вокруг Котаро Тэннодзи. Он учится в средней школе и живёт в городе Кадзамацури. История начинается 4 октября 2010 года. Котаро, проявляющий интерес к исследованию неизвестных животных, общается с пятью девушками из школьного общества оккультных исследований: Котори Камбэ, Тихаей Отори, Сидзуру Накацу, Люсией Коноханой и Аканэ Сэнри (президентом клуба). Члены клуба весело проводят время, раскрывая необычные тайны Кадзамацури. Со временем Котаро влюбляется в каждую из них; войдя в одну из пяти возможных сюжетных линий, что зависит от принятых игроком решений. Во всех сюжетных линиях представлен конфликт между организациями Gaia и Guardian, хотя сами они во многом разнятся. Например, в сюжетной ветке Сидзуру Кагари удаётся начать процесс уничтожения человеческой расы. И хотя в сюжетной ветке Аканэ Кагари погибает, Gaia по-прежнему пытается уничтожить мир, вызывая в нём стихийные бедствия.
После того, как все пять сюжетных веток пройдены, история разворачивается на Луне среди руин Кадзамацури. Здесь Котаро встречает Кагари с Луны — противоположность той Кагари, что была на Земле. Котаро переполнен воспоминаниями о своём прошлом, в том числе и об уничтожении Земли. Кагари пытается найти путь на Землю, чтобы предотвратить гибель человечества, а Котаро в попытке выиграть время сражается с демонами, призванными убить Кагари. Котаро и его друзья снова объединяют усилия, чтобы защитить Кагари, но в конечном итоге им это сделать не удаётся. Кагари всё же начинает процесс повторной эволюции, так как ранее услышала от Котаро, что он «желает увидеть её ещё раз».
В прошлом Котаро был низшим членом Guardian, отправившимся в Кадзамацури и встретившим там Кагари. В тот раз она нанесла ему серьёзную рану, но Котори исцелила его, превратив в полудемона. Как следствие, процесс старения Котаро замедлился. Котаро впадает в кому, ему вводят медицинский препарат, позволяющий забыть о Gaia и Guardian. К тому времени как он просыпается, Котори уже ходит в младшую школу. Котаро вместе с ней выпускается и уже в средней школе вступает в общество оккультных исследований. В другой раз, когда Котаро сталкивается с Кагари, он уже ничего не делает и просто уходит из леса.
Во время одного из заданий Котаро разочаровывается в группе Guardian и возвращается в Кадзамацури, где встречает Кагари. Она говорит, что должна разрушить Землю, но перед этим желает сохранить хорошие воспоминания о жизни на Земле как противоположность её плохим воспоминаниям о войне. Влюбившийся в неё Котаро соглашается помочь ей и начинает действовать как двойной агент, работая как против Gaia, так и против Guardian. Группа священнослужителей делает попытку заставить Кагари уничтожить человечество при помощи песни разрушения. Тем временем деревья в лесу оживают и начинают разрушать город. Котаро отправляется в храм Gaia, чтобы остановить Кагари, но ему мешает вызванный служителями дракон. Котаро побеждает монстра, а заодно и убивает всех служителей.
Котаро использует свою способность Rewrite, чтобы как можно быстрее добраться до Кагари. Она благодарит его за хорошие воспоминания и говорит, что благодаря ему у мира ещё есть надежда, однако Котаро всё же вынужден убить её. Двое признаются друг другу в любви и превращаются в шар света. Разрушающие город демоны исчезают, и человечество выживает, но мир за пределами Кадзамацури погружается в ледниковый период. А в самом городе на 500 метров в высоту прорастает крупное дерево, в котором заключён шар света Кагари и Котаро. Пять героинь, ныне учениц средней школы, исследуют это дерево. В конце игры на Луне показан саженец (как воплощение Кагари), прорастающий через бесплодный, не предназначенный для поддержания жизни реголит.

## Разработка
Визуальный роман Rewrite является девятой игрой компании Key и первой игрой, для которой изображения были созданы в соотношении 16:9 вместо ранее использовавшегося разрешения 4:3. Rewrite также является первой игрой Key, созданной на игровом движке Siglus. Разработка проекта была возложена на Итару Хиноэ, которая, являясь арт-директором компании, занималась созданием дизайна персонажей для Rewrite. В то время, как компания Key занималась созданием своей пятой игры Tomoyo After: It's a Wonderful Life в 2005 году, у Хиноэ было больше свободного времени, и она получила первые представления относительно Rewrite, помогая японскому художнику Фумио с дизайном персонажей. Хиноэ написала вариант сеттинга для Rewrite и направила его президенту компании Visual Art’s Такахиро Баба.
После того, как проект был одобрен, Хиноэ проконсультировалась с бывшим автором сценариев из Key Дзюном Маэдой относительно различных вариантов сценария, которые возможно было применить для Rewrite. Хиноэ хотела, чтобы в проекте участвовал Ромэо Танака, поклонницей которого она стала после знакомства с игрой Cross Channel, сценарий которой он писал. Первоначально Танака не принял предложения, но потом всё же решил, что обязательно возьмётся за этот проект, когда у него появится свободное время. Когда он приступил к работе, он ещё не знал, что Маэда больше не является автором сценариев компании Key, и стал более заинтересован в работе, когда узнал, что ему предстоит написать весь сценарий для игры Rewrite.
Юто Тонокава:

Президенту Visual Art’s. Если в Rewrite ввести нечто наподобие яда, может получиться интересная химическая реакция. Сценарии Ромэо очень логичны, и Key может сфокусироваться на моэ, ничего страшного в этом нет. Поэтому он считает, что если сюда прибавить чувство вкуса Рюкиси, результат определённо получится насыщенным и интересным, как он и говорил.
Оригинальный текст (яп.)社長的には「Rewrite」に毒のような物を注入できればおもしろい化学反応が起きるんじゃないかと。ロミオさんのシナリオは非常にロジカルなもの、Keyができるのは萌え中心。そこに「怖さ」みたいなものはない。そこに竜騎士さんのテイストが混ざれば結果的に深みのあるおもしろいものになるに違いない、そういう予感みたいなものだそうです。

Вторым автором сценария в проекте был Юто Тонокава, ранее работавший над шестой игрой Key под названием Little Busters!. Танаке было поручено определить границы всего сценария, а тем временем Такахиро Баба предложил добавить в игру ещё одну героиню, однако для этого пришлось бы нанять ещё одного автора сценариев. К проекту присоединился третий автор сценария — Рюкиси из додзинси-группы 07th Expansion, которому в 2007 году Баба предложил работу в компании Key. В конечном итоге Танака написал сценарий для героинь Котори и Аканэ, сюжеты Moon и Terra, а также бонусную ветку Oppai. Тонокава написал сценарии для Тихаи и Сидзуру, а Рюкиси написал историю Люсии. Танака первоначально планировал, что длительность игры Rewrite будет такой же, как и у Air, но так как она получалась длиннее, он позднее попытался сделать её более приближённой по длине к Little Busters!.
Игра Rewrite примечательна тем, что Итару Хиноэ, как и в случае с третьей игрой Key Clannad, выступила единственным арт-директором и дизайнером персонажей. Школьная форма героинь в игре была прорисована на основе старых набросков, которые Хиноэ создала и ранее использовала в додзинси. Хиноэ тратила много времени на рисунки персонажей в Rewrite, что было обусловлено дизайном школьной формы, длинными волосами женских персонажей и увеличением разрешения экрана. Над игрой Rewrite трудились ещё шесть художников: Торино (создание фоновых рисунков), Рё Сигава (иллюстрации монстров), Na-Ga (компьютерная графика), Синори, Мотисукэ и Минимо Таяма. Музыка к игре была создана композиторами Дзюном Маэдой и Синдзи Орито, также в её создании принимали участие Маико Иути из группы I've Sound, Соси Хосои и Рё Мидзуцуки. Маэда помимо прочего осуществлял контроль качества для игры.

### Маркетинговая программа
Выпуск игры Rewrite был анонсирован на 1 апреля 2008 года, что вызвало предположение о возможной первоапрельской шутке. На следующий день в блоге Key появилось сообщение о начале выпуска игры, оказавшееся недостоверным. 31 марта 2009 года был открыт официальный веб-сайт игры. 1 апреля 2010 года на нём была размещена информация о том, что игра будет содержать эротический контент, однако на следующий день оказалось, что это была первоапрельская шутка. Позднее, в феврале 2011 года, компания Key сообщила о том, что точно не собирается создавать версию Rewrite для взрослых. 1 апреля 2011 года Key выпустила аниме-видео с песней «Rewrite» в исполнении группы Psychic Lover. Это видео режиссёра Мотоки Танаки было создано на студии White Fox. Вновь появились предположения о возможном розыгрыше, однако на следующий день Key подтвердила, что видео вместе с песней будет включено в игру Rewrite в качестве второй открывающей заставки.
8 мая 2011 года в квартале Акихабара компания Key провела рекламную акцию Rewrite Fes.. Около главного входа были размещены крупные изображения персонажей из игры Rewrite, ранее выложенные на её официальном сайте. Акция сопровождалось выступлениями групп NanosizeMir и Psychic Lover, а также рассказами со сцены разработчиков игры Rewrite и актёров озвучивания. Здесь принимали участие Тонокава и Рюкиси, обсуждавшие сценарий игры, и Орито и Хоси, беседовавшие о музыке в игре. Орито также исполнил на электрогитаре песни, сопровождающиеся изображениями персонажей Rewrite и главной заставкой. В июле 2011 года гитара была продана на Yahoo! Auctions за 405 000 иен. В ходе акции продавались сопутствующие товары: краткое введение, канцелярский набор, ремиксовый альбом Deejay Busters!, содержащий музыкальные ремиксы из игр Little Busters! и Kud Wafter, а также роман (лайт-новел) под названием Kanojotachi no Kenkai (яп. 彼女たちの見解, англ. «The Girls' Opinions»), написанный Марико Симидзу и проиллюстрированный Дзэном.
Длинная демоверсия игры Rewrite поставлялась в комплекте с ограниченным изданием Kud Wafter, выпущенным 25 июня 2010 года. Следующая, не менее длительная, пробная версия игры стала доступной для скачивания 26 марта 2011 года на официальном сайте Rewrite. Свободная тестовая программа Chihaya Rolling стала доступной на официальном сайте Key 20 августа 2010 года. В этой программе пользователь видит Тихаю, скатывающуюся вниз с холма и ударяющую камни, а также домашнюю собаку Котори. Целью программы является проверка работоспособности Rewrite и других игр на движке Siglus на определённом компьютере. В случае показа уровня D и выше работоспособность игр будет нормальной, а в случае появления уровня E будут некоторые ограничения. В период между 21 апреля и 9 мая 2011 года компания Visual Art’s заказала лэптопы «Rewrite Note PC» в двух комплектациях: обычная версия и AKN-версия с более высокими техническими возможностями (AKN означает «Аканэ»). AKN-версии имели на себе автографы Хиноэ, Орито и Тонокавы, хотя Visual Art’s также продавала лэптопы и без подписей. К тому же AKN-версии были украшены 16-ю изображениями из игры; на обычной версии их располагалось только 9. В лэптопах было 5 вариантов звука, созданных из голосов сэйю, озвучивавших главных героинь.

## Выпуск
| Системные требования | Системные требования                          | Системные требования                          |
| -------------------- | --------------------------------------------- | --------------------------------------------- |
|                      | Минимальные                                   | Рекомендуемые                                 |
| Windows              |                                               |                                               |
| ОС                   | Windows XP, Vista, Windows 7 (32- или 64-bit) | Windows XP, Vista, Windows 7 (32- или 64-bit) |
| ЦПУ                  | Intel Pentium 4 2 GHz                         | Intel Core 2 Duo                              |
| Объём ОЗУ            | 256 MB RAM                                    | 512 MB RAM                                    |
| Место на диске       | 7.5 GB                                        | 7.5 GB                                        |
| Видеокарта           | DirectX 9.0 128 MB                            | DirectX 9.0 256 MB                            |

Разработчики планировали выпустить игру 28 апреля 2011 года — спустя ровно 7 лет с момента выпуска игры Clannad. Игра была выпущена 24 июня 2011 года в ограниченном издании на 2-х DVD-дисках и предназначалась для операционной системы Microsoft Windows. В комплекте с ограниченным изданием также поставлялись: официальный справочник к игре под названием Rewrite of the Life, ремиксовый альбом Soil, CD-диск с записями радиопостановки Radio Rewrite, три карты из коллекционной карточной игры Weiß Schwarz, одна карта из Lycèe Trading Card Game, три дополнительные обложки DVD и ремешок для мобильного телефона. Более двух десятков магазинов в Акихабаре предлагали покупателям различные сопутствующие товары в случае приобретения ограниченного издания у них: телефонные карты, подарочные сертификаты, значки, скатерти, постеры, чехлы, сумки, гобелены и постельное бельё. В обычном издании игра Rewrite была выпущена 30 сентября 2011 года.

### Фан-диск
В одном из интервью, данном до релиза оригинальной игры, Тонокава выразил заинтересованность в расширении основной истории в случае, если игра будет благоприятно воспринята. Вскоре после релиза Rewrite Тонокава обратился с предложением к Такахиро Баба и получил разрешение на создание фан-диска. Названный Rewrite Harvest festa!, диск был создан при участии того же состава разработчиков и выпущен 27 июля 2012 года для Windows; ранее, 10 июня 2012 года, на видеосервисе YouTube разработчиками была опубликована 124-секундная открывающая заставка. В комплекте с изданием поставлялся оригинальный саундтрек под названием Feast, CD-диск с записями Radio Rewrite и буклет.
Сценарий Rewrite Harvest festa! состоит из сюжетных ответвлений, расширяющих оригинальную историю Rewrite. Всего в игре шесть сценариев, по одному для каждой героини. В частности, расширен сюжет с праздником урожая, а также добавлены мини-игры. Длительность одного сценария сравнима с аналогом в игре Tomoyo After. Фан-диск также содержит официальный арт персонажей, включая и второстепенных (которые не были прорисованы в оригинальной игре). Звуковые темы для лэптопов и диалоги Кагари также планируются к выпуску вместе с фан-диском.
Для рекламирования игры Harvest festa! компания Good Smile Racing приняла участие в создании автомобиля с изображением персонажей из игры, который ездил по территории Японии с 30 мая по 26 июля 2012 года. Позднее машина была выставлена на онлайн-аукцион Yahoo! и продана за 1 806 000 иен; изначальная цена составляла одну иену. Как и в предыдущем случае с Rewrite Fes., компания Key провела в Акихабаре рекламную акцию Rewrite Harvest festa! Fes.. Акция сопровождалась песнями NanosizeMir и Аои Тады, а также выступлениями разработчиков и сэйю.

## Популярность
С января по май 2011 года игра Rewrite пять раз отмечалась в десятке лидеров среди национальных компьютерных игр по количеству предварительных заказов: девятое место игра получила в январе, четвёртое — в феврале, третье — в марте, и первое — дважды в апреле и мае. Rewrite также получила первое место как лидер продаж за июнь 2011 года в Японии. В списке 50-ти лучших японских игр Rewrite дважды занимала позицию: 14-е место в июле и 29-е место в августе 2011 года. Согласно информации о продажах, взятой с сайта Amazon.com и опубликованной на сайте Gamasutra, игра Rewrite с момента выпуска стала лидером продаж в Японии среди компьютерных игр. Сайтом Getchu.com игре было дано 1-е место по числу продаж спустя месяц после релиза, а к июлю этот показатель снизился до 30-го места. В среднем игра имела 8-е место по уровню продаж за первую половину 2011 года, и 11-е — за весь год.
Компания Key в период с 15 по 31 декабря 2011 года провела опрос о популярности игровых персонажей, включая также и второстепенных. Первоначально лидировала Сидзуру, но в конце в лидеры вышла Аканэ. По окончании опроса в тройку лидеров вошли Аканэ (18 042 голоса), Сидзуру (16 839 голосов) и Люсия (15 047 голосов).

## Печатные издания
Манга Rewrite: Side-B, созданная Саканой Тодзё, начала публиковаться в журнале Dengeki G's Magazine издательства ASCII Media Works в октябре 2010 года. Первый танкобон был выпущен 27 апреля 2011 года, следующий — 17 декабря того же года. Вторая манга Rewrite: Side-R, проиллюстрированная Сюити Каваками, начала выпускаться в апреле 2011 года в журнале Dengeki Daioh. Первый том манги был выпущен 27 июня 2011 года, третий — 26 мая 2012 года. Обе манги вместе образуют одну историю. Третья манга-ёнкома Rewrite Okaken e Yōkoso! (яп. Rewrite オカ研へようこそ! «Rewrite: Добро пожаловать в общество оккультных исследований!») авторства Миюры Яно впервые появилась в июне 2011 года на страницах журнала Manga 4-koma Palette издательства Ichijinsha. Истории манг основаны на сюжете оригинальной игры, хотя вышли они до официального релиза Rewrite. Четвёртая манга Rewrite: Okaken Blog (яп. Rewrite ‒OKA☆KEN ぶろぐ‒) авторства Яёй Хадзуки начала выпуск 26 октября 2011 года в журнале Dengeki G's Festival! Comic.
Также было выпущено несколько антологий манги. Созданы они были разными компаниями при участии разных художников. Одна из таких антологий, Ace Star Comics Rewrite, проиллюстрированная Дзэном и опубликованная Taibundo, была выпущена в сентябре 2011 года. Другая антология, Rewrite Comic Anthology, созданная при содействии компании Ichijinsha, была выпущена в двух томах в период с сентября по ноябрь 2011 года. Компания Enterbrain в период с декабря 2011 года по март 2012 года выпустила двухтомную коллекцию 4-кадровой манги под заглавием Magi-Cu 4-koma Rewrite. Антология Rewrite Comic A La Carte: Okaken Katsudō Hōkokusho (яп. Rewrite　コミックアラカルト オカ研活動報告書 «Rewrite Comic A la carte: Доклад о деятельности общества оккультных исследований») появилась в журнале Comp Ace издательства Kadokawa Shoten, а затем одним томом была выпущена в октябре 2011 года.
Серия из семи коротких историй Rewrite: Ha Yure Sasayaku Shōkei de (яп. Rewrite -葉揺れささやく小径で- «Rewrite: На шепчущей тропе трепетных листов»), написанная авторами сценария Rewrite и проиллюстрированная Дзэном, публиковалась в журнале Dengeki G’s Magazine в период с сентября 2011 года по март 2012 года. Эти истории, по заявлению создателей, являются официальным иллюстрированным сюжетом игры Rewrite. Три сборника историй от различных авторов, имеющих общее название Rewrite SSS, были опубликованы Harvest в период с октября 2011 года по январь 2012 года. Четыре тома антологии лайт-новел Rewrite Novel Anthology, публикуемые компанией Visual Art’s в их импринте VA Bunko, выпускались с ноября 2011 года по февраль 2012 года. 224-страничный артбук под названием Rewrite Perfect Visual Book (яп. Rewrite パーフェクトビジュアルブック) был выпущен 30 ноября 2011 года. В этом альбоме содержатся краткое описание сюжета игры, информация о персонажах, интервью с разработчиками и иллюстрации из игры.

## Музыка и радиопостановка
Для игры Rewrite в общей сложности было создано семь музыкальных композиций: две открывающие темы и пять закрывающих. Первая открывающая тема «Philosophyz» прозвучала в исполнении Руны Мидзутани из группы NanosizeMir. Вторая открывающая заставка под названием «Rewrite» была исполнена группой Psychic Lover. Первая закрывающая тема «Yami no Kanata e» (яп. 闇の彼方へ ями но каната э, «За пределами тьмы») звучит в сценариях Котори и Тихаи. Следующие две темы — «Koibumi» (яп. 恋文 койбуми, англ. «Love Letter») (звучит в сценарии Сидзуру) и «Itsuwaranai Kimi e» (яп. 偽らない君へ ицуваранай кими э, «Тебе, не фальшивке») (звучит в сценариях Аканэ и Люсии) — прозвучали в исполнении Наги Янаги. Последние две закрывающие темы, «Watari no Uta» (яп. 渡りの詩 ватари но ута, «Песнь переправы») и «Canoe», были исполнены Аой Тадой. Для восьми персонажей из игры были созданы лейтмотивы:
- «Hinagiku» (яп. ヒナギク хинагику, «Маргаритка») — Кагари.
- «Nirinsō» (яп. ニリンソウ ниринсо:, «Ветреница гибкая») — Котори.
- «Asagao» (яп. アサガオ асагао, «Ипомея») — Тихая.
- «Anthurium» (яп. アンスリウム ансуриуму, «Антуриум») — Аканэ.
- «Carnation» (яп. カーネーション ка:нэ:сён, «Гвоздика садовая») — Сидзуру.
- «Sunbright» (яп. サンブライト санбурайто) — Люсия.
- «DIS is a Pain» — Ёсино.
- «Sanka» (яп. 散花 санка) — Сакуя[97].

Сингл Philosophyz был выпущен 28 января 2011 года. Сингл содержал песни «Philosophyz» и «Yami no Kanata e» в оригинальной, сокращённой и инструментальной версиях. Сингл Rewrite был выпущен 27 мая 2011 года. Как и в случае с предыдущими работами Key (исключая Planetarian: Chiisana Hoshi no Yume), вместе с ограниченным изданием игры поставлялся музыкальный альбом Soil, выпущенный 24 июня 2011 года и содержащий аранжировки десяти треков из игровой музыки. Оригинальный саундтрек игры, насчитывающий 63 трека, был впервые выпущен 12 августа 2011 года на Комикете 80; 28 октября 2011 года он был переиздан. Ремиксовый альбом под названием Branch был выпущен 29 декабря 2011 года и появился на Комикете 81. Все синглы и альбомы были изданы под лейблом Key Sounds Label.
Радиопостановка Radio Rewrite: Gekkan Tera Kazamatsuri Gakuin Shikyoku (яп. ラジオRewrite 月刊テラ・風祭学院支局, англ. «Radio Rewrite: Terra Monthly Magazine - Kazamatsuri Academy Branch») начала вещание 27 мая 2011 года. Трансляция велась через Интернет по радиостанциям Hibiki и Onsen каждую пятницу. Ведущими выступали Масакадзу Морита и Тива Сайто, в игре озвучивавшие Котаро Тэннодзи и Котори Камбэ соответственно. Первый CD-сборник с 10-ю первыми выпусками передачи был выпущен 30 сентября 2011 года. Второй сборник с выпусками с 11-го по 20-й был выпущен 27 января 2012 года. Третий и четвёртый сборники планировались к выпуску 13 июня и 27 июля 2012 года соответственно.